# Blérancourt
Blérancourt is een gemeente in het Franse departement Aisne (regio Hauts-de-France). De plaats maakt deel uit van het arrondissement Laon. Blérancourt telde op 1 januari 2022 1.212 inwoners.

## Geografie
De oppervlakte van Blérancourt bedroeg op 1 januari 2022 10,8 vierkante kilometer; de bevolkingsdichtheid was toen 112,2 inwoners per km².
De onderstaande kaart toont de ligging van Blérancourt met de belangrijkste infrastructuur en aangrenzende gemeenten.

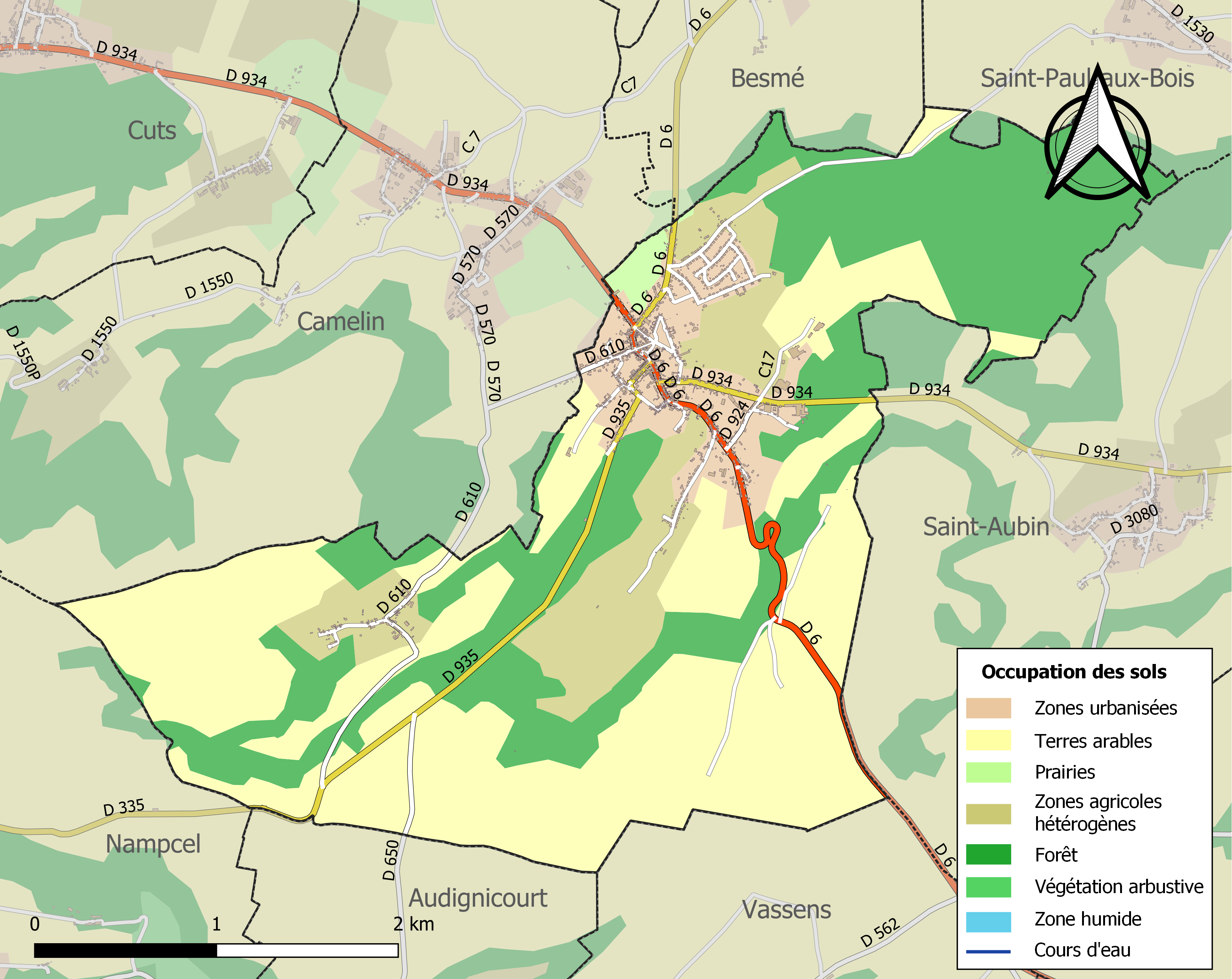

## Demografie
Onderstaande figuur toont het verloop van het inwonertal (bron: INSEE-tellingen).
Vanwege een beveiligingsprobleem met de MediaWiki Graph-software is het momenteel niet mogelijk deze grafiek weer te geven. Zodra de software is bijgewerkt zal de grafiek vanzelf weer zichtbaar worden.

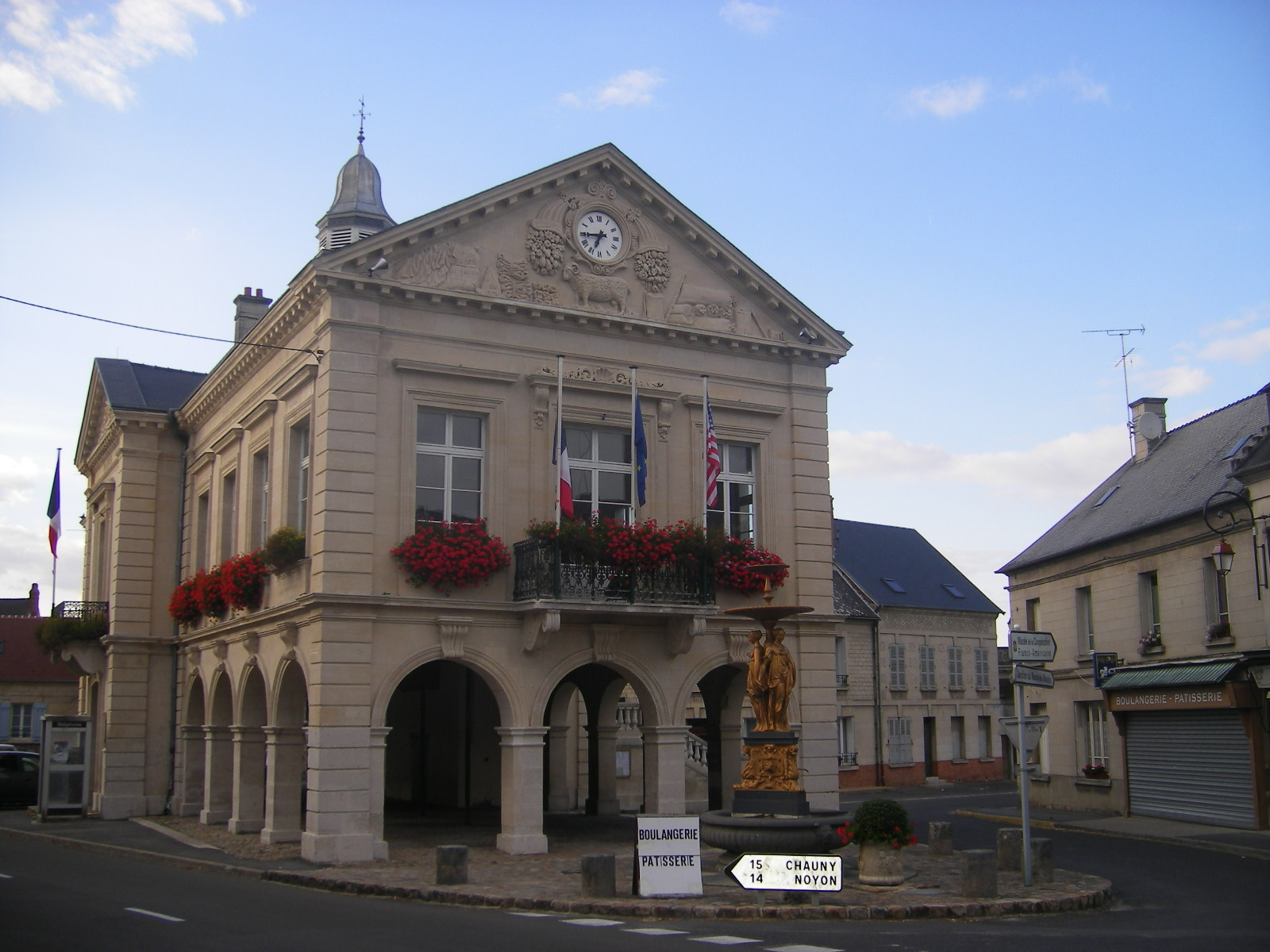
Gemeentehuis
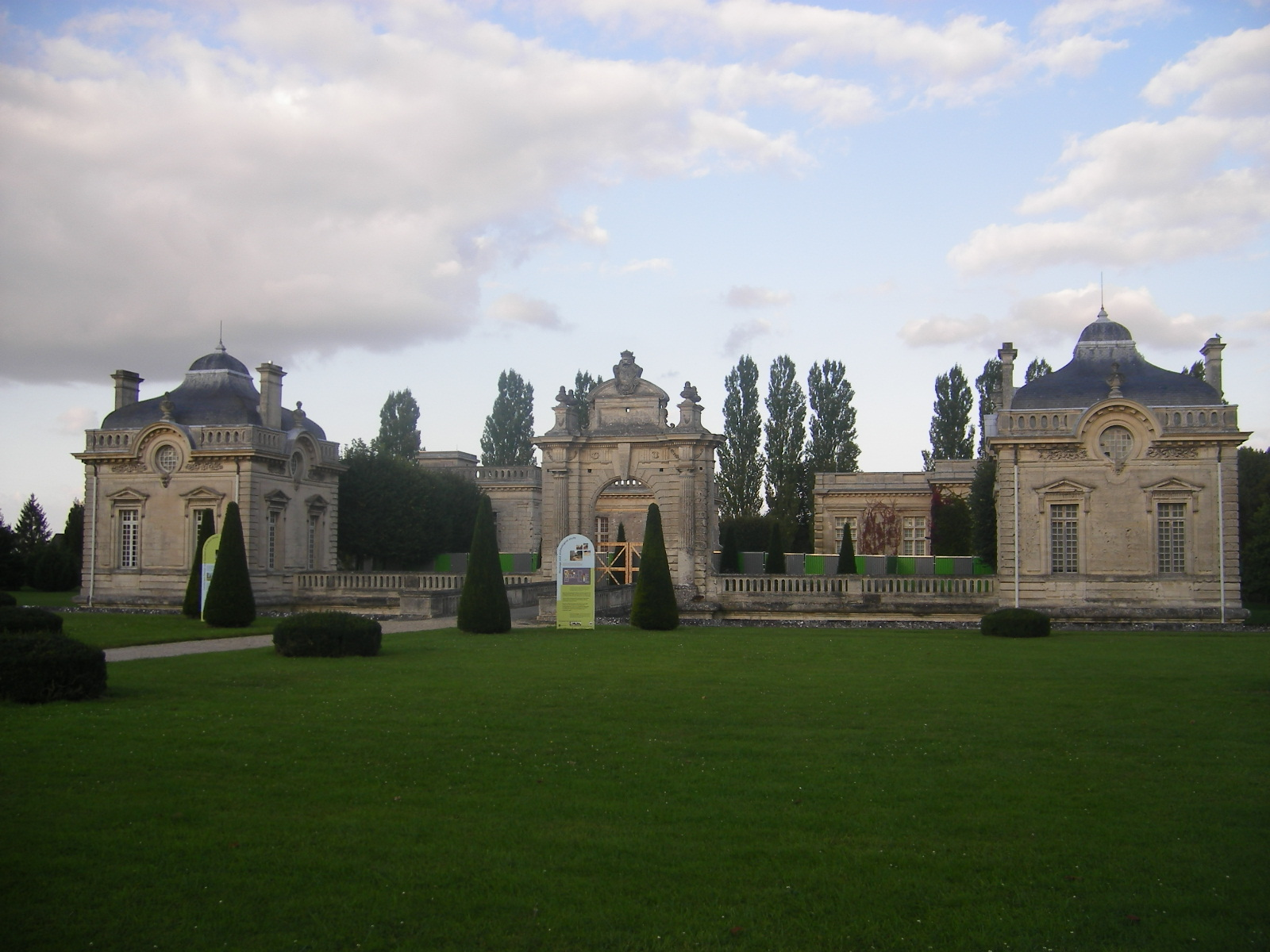
Kasteel